# Silame
Silame è una città della Repubblica Federale della Nigeria appartenente allo Stato di Sokoto.
È il capoluogo dell'omonima area a governo locale (local government area) che si estende su una superficie di 790 km² e conta una popolazione di 104.378 abitanti.